# Ескі Хулхулінський
Ескі Хулхулінський — один зі сподвижників Шаміля, виходець одного з сіл Притереччя, жив у селі Нойбер (нині село в Гудермеського району). З 1851 року наіб округу Мичика (Чечня). У липні 1857 здався царському командуванню, за іншою версією — помер від поранення в одному з боїв. Представник тайпу Чартой. Після здачі владі був поміщений на поселення в Брагуни. Похований в Бачі-Юрті.